# Джилліан Ролтон
Джилліан Ролтон (англ. Gillian Rolton, 3 травня 1956 — 18 листопада 2017) — австралійська вершниця.
Олімпійська чемпіонка 1992 (командне триборство), 1996 (командне триборство) років.